# Solutréen
Solutréen (poznat i pod nazivom solitrejen) je kultura mlađega paleolitika nazvana po nalazištu Solutré kraj Mâcona u Burgundiji, u Francuskoj. Počela je prije 22 000 god. pr. Kr. i trajala približno do 18 000 god. pr. Kr. Raširena je na prostorima Francuske, Španjolske i Portugala. Tipična su oruđa tanki listoliki, obostrano oblikovani šiljci. Toplinski postupak pri obradbi rožnjaka, koštana igla s ušicom, tj. igla za šivanje, i potiskivač koplja (palica s kukom) inovacije su te kulture.